# Prix Nannen
Le prix Nannen perpétue la tradition du prestigieux Prix Henri Nannen, récompensant le meilleur travail journalistique imprimé ou en ligne de l'année précédente. Il est décerné depuis 2005. Il est considéré comme le rix journalistique allemand le plus convoité
La maison d'édition Grüner + Jahr et le magazine Stern , qui lui appartient, en sont les sponsors. L'ambition est, selon leur propre mots, de "promouvoir et maintenir un journalisme de qualité dans l'espace germanophone". La remise des prix a lieu à Hambourg, où Grüner + Jahr  a son siège.
En 2015, le prix  n'a pas été décerné en raison de mesures d'austérité et de réduction de travail, liées à la crise des médias face notamment aux changements générés par Internet. Selon  l'éditeur, l'instabilité de la branche n'aurait pas permis de garantir un déroulement serein de la cérémonie de remise des prix. Après une révision en profondeur, le prix est de nouveau décerné à partir de 2016, mais il n'est plus doté,

## Catégories
Le prix est décerné dans six catégories. Depuis 2016, ces catégories sont les suivantes : 
- Le meilleur reportage reçoit le prix Egon Erwin Kisch, instauré en 1977 par le célèbre fondateur Henri Nannen. En 2007 le prix du meilleur reportage a été dédoublé pour être décerné à deux lauréats aussi méritants l'un que l'autre.
- Le meilleur reportage publié sur Internet est également récompensé
- La meilleure enquête (journalisme d'investigation)
- Le meilleur documentaire
- Le meilleur reportage photo En 2017, pour la première fois, un reportage photo a fait l'objet d'une "mention spéciale"[6]
- La meilleure mise en scène photographique

Un prix spécial est décerné pour une prestation journalistique extraordinaire, s'il en est. Il n'y a pas eu de lauréat dans cette catégorie en 2005 et de 2007 à 2009.

## Règlement
Le prix est décerné chaque année. Seul un lauréat est désigné dans chaque catégorie. Le travail journalistique doit avoir fait l'objet d'une publication durant l'année précédant sa récompense. Depuis 2009, les publications en ligne sont également admises au concours, en plus de celles imprimées

## Critique et controverse
En 2011, René Pfister, rédacteur en chef du Spiegel, a dû rendre son prix quelques jours après la cérémonie de remise du prix, après que le jury eut conclu qu'il avait effectué une recherche incomplète pour son reportage sur le ministre d'Etat Horst Seehofer.
En 2012, il y a eu un tollé, lorsque le jury récompensa une enquête controversée menée par des journalistes du journal à scandale Bild, sur la personne du président fédéral de l'époque, Christian Wulff. En signe de protestation, les rédacteurs de la Süddeutsche Zeitung, qui devaient également recevoir un prix, ont décliné le prix le ayant été décerné. Au sein même du jury, l'attribution du prix à un journal à scandale ne faisait pas l'unanimité. Peu avant, la Fondation Otto Brenner avait critiqué la nomination même des éditeurs de Bid. cette enquête sur le président fédéral a grandement nuit à l'attribution du prix et lui a fait perdre énomément de sa renommée, d'autant plus que Wulff entretenaient une relation commerciale depuis des années avec Bild.
En 2014, l'un des lauréats, Jacob Appelbaum, a commenté de manière critique le profil de l'initiateur du prix. Il prit la décision de faire fondre le métal de son prix et d'en répartir la contre-valeur en argent à deux organismes de bienfaisance actifs dans la lutte contre le fascisme. Quelques jours plus tard, il était question qu'une autre lauréate, Laura Poitras, fasse elle aussi fondre son prix après s'être entretenue avec Appelbaum.

## Jury

### Jury 2010
En 2010, le jury était composé des personnes suivantes : Gabriele Fischer (Brand eins), Peter-Matthias Gaede, Elke Heidenreich, Thomas Höpker, Hans Werner Kilz ( Süddeutsche Zeitung ), Giovanni di Lorenzo, Helmut Markwort, Georg Mascolo ( Der Spiegel ), Anja Niedring (Photographe), Thomas Osterkorn ( Stern ), Ulrich Reitz, Frank Schirrmacher, Gerhard Steidl.

### Jury 2011
En 2011, le jury était composé de: Anke Degenhard (conservateur et galeriste), Peter-Matthias Gaede (rédacteur en chef de GEO ), Elke Heidenreich (journaliste, écrivain et critique littéraire), Thomas Höpker (photographe et documentariste), Kurt Kister (rédacteur en chef désigné Süddeutsche journal ), Giovanni di Lorenzo (rédacteur en chef de Die Zeit ), Helmut Markwort (éditeur de focus ), Mathias Müller von Blumencron (rédacteur en chef Der Spiegel ), Jan-Eric Peters (rédacteur en chef de Die Welt groupe), Andreas Petzold (rédacteur en Chef de Stern), Ines Pohl (Rédacteur en chef taz ), Ulrich Reitz (rédacteur en chef Westdeutsche Allgemeine Zeitung ), Frank Schirrmacher (éditeur FAZ ), Gerhard Steidl (éditeur).

### Jury 2012
Le jury principal en 2012 était composé de: Peter-Matthias Gaede (rédacteur en chef du journal GEO de G + J), Margot Klingsporn (responsable de l'agence de photo et de presse Focus ), Giovanni di Lorenzo (rédacteur en chef de l'hebdomadaire Die Zeit ), Helmut Markwort ( Editeur du magazine Focus ), Georg Mascolo (rédacteur en chef du magazine Der Spiegel ), Felix E. Müller (rédacteur en chef de la NZZ am Sonntag ), James Nachtwey (journaliste photo américain), Thomas Osterkorn (rédacteur en chef du FAZ ), Nils Minkmar star magazine), Jan-Eric Peters (rédacteur en chef du monde groupe dans le Axel-Springer-Verlag ), Ines Pohl (rédacteur en chef du quotidien Taz ), Richard David Precht (auteur et essayiste), Ulrich Reitz (rédacteur en chef de la WAZ ), Anja Reschke (Auteur et présentateur du magazine de télévision NDR Panorama ), Gerhard Steidl (éditeur, propriétaire du Steidl-Verlag ).

### Jury 2013
Nouveau dans le jury principal: Brigitte Fehrle (rédactrice en chef de Berliner Zeitung), Jana Hensel (rédactrice en chef adjointe Der Freitag), Volker Hinz (photographe), Stefan Plöchinger (rédacteur en chef de sueddeutsche.de), Christoph Schwennicke (rédacteur en chef de Cicero) et Andreas Wolfers (Directeur de l'Ecole de journalisme Henri-Nannen et président du jury). Y siègent également: Margot Klingsporn (propriétaire de l’agence photo FOCUS), Giovanni di Lorenzo (rédacteur en chef de Dir Zeit), Helmut Markwort (rédacteur en chef de Focus), Nils Minkmar (rédacteur en chef du Feuillet special de Frankfurter Allgemeine Zeitung), Andreas Petzold (rédacteur en chef en alternance annuelle avec son collègue Thomas Osterkorn), Jan-Eric Peters (rédacteur en chef du groupe DIE WELT), Richard David Precht (Auteur), Ulrich Reitz (rédacteur en chef de Westdeutsche Allgemeine Zeitung), Anja Reschke (auteur et modérateur Panorama) et Gerhard Steidl (éditeur).

### Jury 2014
Le jury principal était composé en 2014 de: Wolfgang Büchner (rédacteur en chef, DER SPIEGEL), Brigitte Fehrle (rédactrice en chef, Berliner Zeitung), Giovanni di Lorenzo (rédacteur en chef, DIE ZEIT), Thomas Osterkorn (rédacteur en chef, VIVA!), Stefan Plöchinger (rédacteur en chef sueddeutsche.de) Jan-Eric Peters (rédacteur en chef DIE WELT-Gruppe), Richard David Precht (auteur), Jörg Quoos (rédacteur en chef FOCUS), Christoph Schwennicke (rédacteur en chef Cicero), Anja Reschke (auteur et modérateur Panorama) et Andreas Wolfers (directeur de l'école de journalisme Henri-Nannen). Andreas Wolfers était le porte-parole du jury.
Le jury principal de la catégorie photographie du Prix Henri Nannen était composé de: Stefan Erfurt (président de la C / O Berlin Foundation), Kathy Ryan (directrice de la photographie du New York Times Magazine) et Marie-Pierre Subtil (rédactrice en chef de 6Mois).

### Jury 2016
Le jury principal était composé des membres suivants: Klaus Brinkbäumer (rédacteur en chef "Der Spiegel"), Ulrike Demmer ("chef du bureau de la capitale Redaktionsnetzwerk Deutschland", groupe Madsack), Tina Hassel (rédactrice en chef de la télévision et chef du bureau de la capitale ARD), Marion Horn (rédactrice en chef) "Bild am Sonntag"), Christian Krug (rédacteur en chef "STERN"), Christoph Kucklick (rédacteur en chef "GEO"), Giovanni di Lorenzo (rédacteur en chef "Die Zeit"), Mathias Müller de Blumencron (rédacteur en chef "Frankfür Allgemeine Zeit" de Digital), Annette Ramelsberger (reporter "Süddeutsche Zeitung"), Ulrich Reitz (rédacteur en chef "Focus"), Christoph Schwennicke (rédacteur en chef "Cicero") et Andreas Wolfers, directeur du Henri-Nannen-Schule et président du jury. Un comité distinct décide de la photographie: les photographes Barbara Klemm et Andreas Mühe, ainsi que Margot Klingsporn, responsable de l’agence photo Focus.

## Lauréats

### Lauréats 2017
| Catégorie                                                                             | Lauréats |
| ------------------------------------------------------------------------------------- | --- |
| Meilleur reportage (¨ris Egon-Erwin-Kisch)                                            | Amrai Coen et Tanja Stelzer, „Brüssel, 22. Mars 2016“, sur les Attentats du 22 mars 2016 à Bruxelles, publié dans Zeit le 15 juillet 2016 |
| Meilleure enquête                                                                     | Équipe de la Süddeutschen Zeitung: Bastian Obermayer, Frederik Obermaier, Vanessa Wormer, Katrin Langhans, Mauritius Much, Hannes Munzinger pour la publication des Panama Papers |
| Meilleure documentaire                                                                | Nicola Meier, „Wer rettet Klara?“, publié dans l'édition 39/2016 de die Zeit |
| Meilleur reportage photographique                                                     | Bieke Depoorter, "Pouvons nous dormir chez vous?“, photographies du quotidien de familles égyptiennes, cinq ans après la Révolution égyptienne de 2011, publié dans Geo 03/16 |
| Meilleur projet web                                                                   | Axel-Springer-Akademie: Adrian Arab, Katja Belousova, Lukas Dombrowski, Henry Donovan, Julian Erbersdobler, Johanna Gerber, Sebastian Gubernator, Abdullah Khan, Gerrit-Freya Klebe, Larissa Königs, Alina Leimbach, Tim Osing, Tobias Perlick, Maximilian Wessing, Sabine Winkler, Louisa Nele Würzbach pour sachor.jetzt, projet Snapchat sur l'Holocauste |
| Meilleure mise en scène photographique                                                | Jean-François Bouchard, „Jody war eine Frau“, publié dans Stern le 28 avril 2017 |
| Prix hors-catégorie                                                                   | Banu Güven |
| Mention honorable reportage photographique dans : Stern-Extra Nannen Preis 2017. 2017 | Kaveh Rostamkhani, „Rebordering Europe“, Une discussion sur les politiques frontalières européennes et les nouvelles dynamiques d'autonomie des migrants depuis le long été de la migration, publié sur le site du projet rebordering.eu le 27 janvier 2016                                                                                                  |

### Lauréats 2021
- Mai Thi Nguyen-Kim, dans la catégorie Histoire de l'année.

## Sites Web
- Site officiel du Prix Nannen
- (de) « Publications de et sur Prix Nannen », dans le catalogue en ligne de la Bibliothèque nationale allemande (DNB).